# Zemarco (conde do Oriente)
Zemarco (em latim: Zemarchus) foi um oficial bizantino do século VI, ativo sob o imperador Justiniano (r. 527–565). Serviu como conde do Oriente no fim de 560 ou começo de 561. Em dezembro de 560, foi enviado para restabelecer a ordem quando conflitos eclodiram entre ortodoxos e monofisistas, quiçá em Antioquia. Ao vistoriá-los, exilou alguns, executou outros e confiscou suas propriedades.